# Линк (персонаж)
Линк (яп. リンク  Ринку ) — персонаж и основной протагонист в серии видеоигр The Legend of Zelda от Nintendo. Создан Сигэру Миямото.

## Описание
Линк — мальчик из эльфоподобной расы Хайлийцев из вымышленной страны Хайрул. Его возраст из игры в игру варьируется — от мальчика до подростка и даже юноши. Носит зелёную (в некоторых играх — синюю) тунику и длинный зелёный колпак, также имеет заострённые уши — отличительная черта расы хайлийцев. Линк обычно путешествует по стране Хайрул, сражаясь с различными существами, злыми силами и основным своим антагонистом серии — Ганоном, и пытается спасти принцессу Зельду и королевство. Чтобы победить, Линк обычно использует волшебные Великий Меч и Стрелы Света или другое подобное легендарное оружие, которое он добывает во время испытаний и битв. Также нередко он использует найденные магические или обычные предметы (например, музыкальные инструменты).

## Популярность
Серия The Legend of Zelda — одна из основных франшиз Nintendo. К концу 2007 года было продано более 47 миллионов копий. А к марту 2023 года общее количество проданных копий этой серии игр составили 130 миллионов копий. Огромная популярность серии привела к многочисленным продолжениям истории Зельды и Линка (впервые Линк появился именно в игре The Legend of Zelda). Также Линк является персонажем других видеоигр, комиксов, телевизионных программ и сувенирной продукции. Как персонаж Линк удостоился награды на Walk of Game в 2005 (наряду с Марио и Соником).